# Giải đua xe Công thức 1 2005
Giải đua xe Công thức 1 2005 là mùa giải thứ 56 của Công thức 1 do Liên đoàn Ô tô Quốc tế (FIA) tổ chức. Giải đua này diễn ra trong vòng 19 cuộc đua từ ngày 6 tháng 3 đến ngày 16 tháng 10.
Fernando Alonso giành chức vô địch lần đầu tiên trong sự nghiệp Công thức 1 của mình với Renault và đồng thời chấm dứt 5 năm thống trị của Michael Schumacher và Ferrari kể từ năm 2000. Ngoài ra, Alonso còn chấm dứt được 9 năm thống trị của ba đội đua dẫn đầu kể từ năm 1996 là Ferrari, McLaren và Williams. Thêm vào đó, chức vô địch của Alonso khiến anh trở thành nhà vô địch trẻ nhất trong lịch sử Công thức 1 trước khi kỷ lục này được phá bởi Lewis Hamilton vào năm 2008 và Sebastian Vettel vào năm 2010. Bên cạnh đó, đây cũng là chức vô địch đầu tiên của Renault.

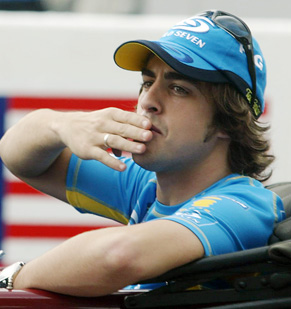
Fernando Alonso giành chức vô địch đầu tiên của mình với Renault

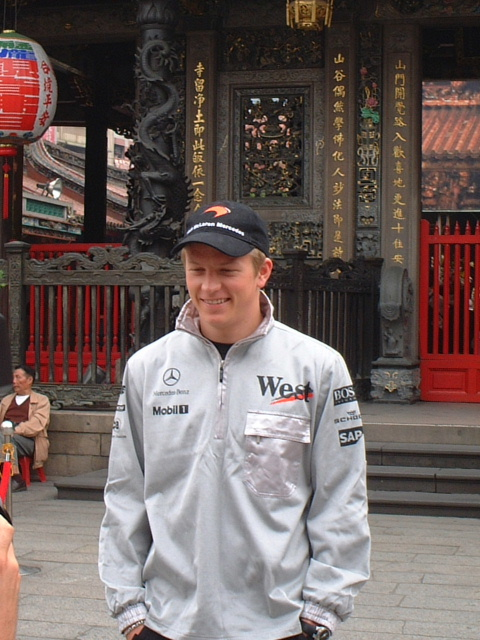
Kimi Räikkönen đứng ở vị trí á quân cho McLaren với khoảng cách 21 điểm sau Alonso.

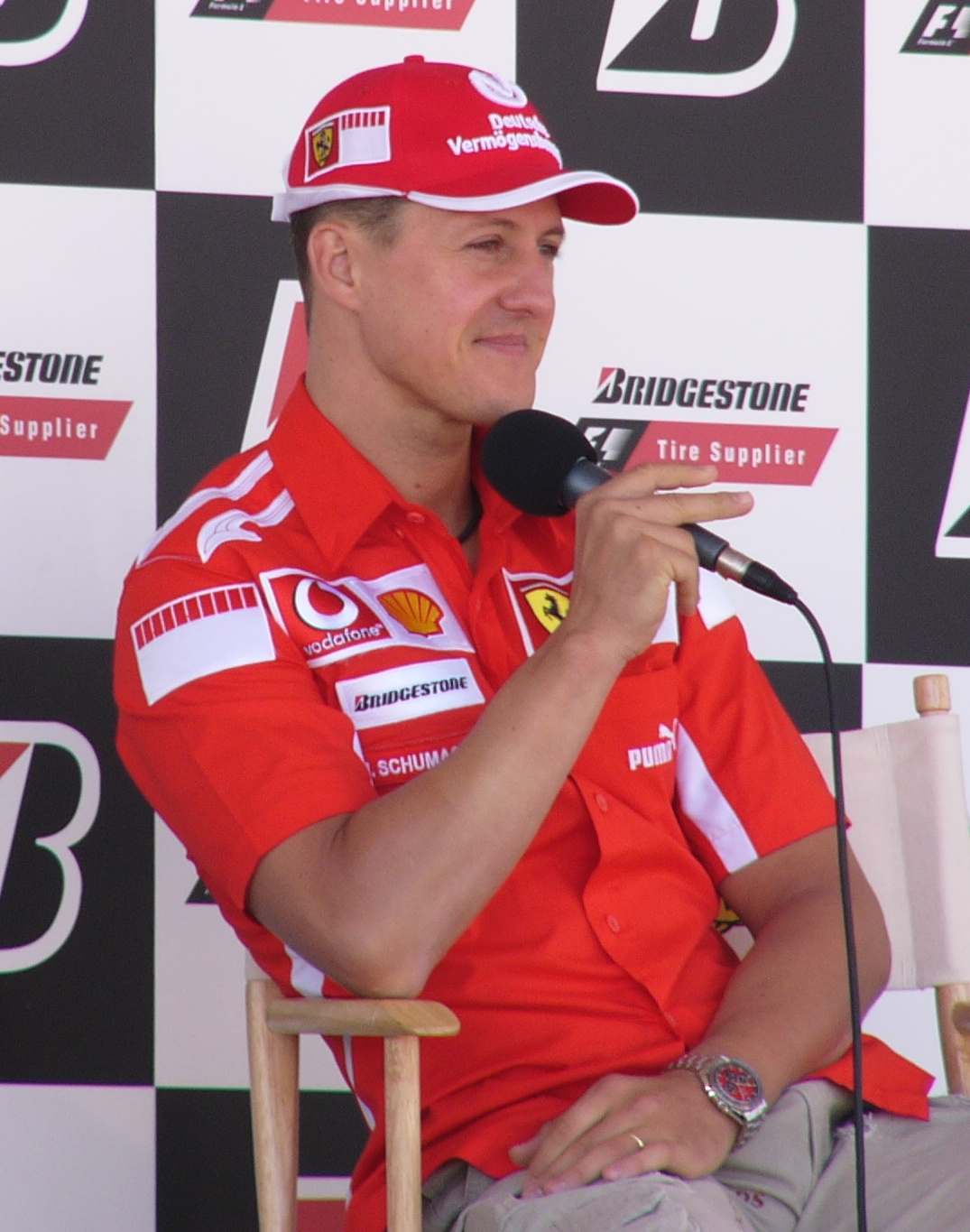
Michael Schumacher, đương kim vô địch năm 2004, đứng ở vị trí thứ ba cho Ferrari

Ngoài ra, đây cũng là mùa giải cuối cùng của các đội đua Minardi, BAR và Jordan trước khi các chủ sở hữu mới tiếp quản các đội này. Thêm vào đó, Jaguar Racing đã được bán từ Ford cho công ty Red Bull GmbH và ra mắt Công thức 1 với tên gọi Red Bull Racing.

## Các tay đua và đội đua
Bảng này liệt kê tất cả các tay đua có hợp đồng với đội đua với tư cách là tay đua chính hoặc tay đua dự bị/lái thử cho mùa giải 2005. Các đội đua sau đây được sắp xếp theo thứ tự của bảng xếp hạng các đội đua vào năm 2004.
| Đội đua                    | Xe đua                       | Động cơ†                        | Hãng lốp | Số xe | Tay đua              | Số chặng đua đã tham gia | Tay đua thứ ba                                               | Tay đua lái thử/dự bị                                                           |
| -------------------------- | ---------------------------- | ------------------------------- | -------- | ----- | -------------------- | ------------------------ | ------------------------------------------------------------ | ------------------------------------------------------------------------------- |
| Scuderia Ferrari Marlboro  | Ferrari F2004M Ferrari F2005 | Ferrari 053 Ferrari 055         | B        | 1     | Michael Schumacher   | Tất cả                   | Không có                                                     | Luca Badoer Marc Gené                                                           |
| Scuderia Ferrari Marlboro  | Ferrari F2004M Ferrari F2005 | Ferrari 053 Ferrari 055         | B        | 2     | Rubens Barrichello   | Tất cả                   | Không có                                                     | Luca Badoer Marc Gené                                                           |
| Lucky Strike BAR Honda     | BAR 007                      | Honda RA005E                    | M        | 3     | Jenson Button        | 1–4, 7–19                | Không có                                                     | Enrique Bernoldi Adam Carroll Anthony Davidson Tony Kanaan Alan van der Merwe   |
| Lucky Strike BAR Honda     | BAR 007                      | Honda RA005E                    | M        | 4     | Takuma Sato          | 1–4, 7–19                | Không có                                                     | Enrique Bernoldi Adam Carroll Anthony Davidson Tony Kanaan Alan van der Merwe   |
| Lucky Strike BAR Honda     | BAR 007                      | Honda RA005E                    | M        | 4     | Anthony Davidson     | 2                        | Không có                                                     | Enrique Bernoldi Adam Carroll Anthony Davidson Tony Kanaan Alan van der Merwe   |
| Mild Seven Renault F1 Team | Renault R25                  | Renault RS25                    | M        | 5     | Fernando Alonso      | Tất cả                   | Không có                                                     | Lucas di Grassi Heikki Kovalainen Robert Kubica Giorgio Mondini Franck Montagny |
| Mild Seven Renault F1 Team | Renault R25                  | Renault RS25                    | M        | 6     | Giancarlo Fisichella | Tất cả                   | Không có                                                     | Lucas di Grassi Heikki Kovalainen Robert Kubica Giorgio Mondini Franck Montagny |
| BMW WilliamsF1 Team        | Williams FW27                | BMW P84/5                       | M        | 7     | Mark Webber          | Tất cả                   | Không có                                                     | Antonio Pizzonia Andy Priaulx Nico Rosberg Sebastian Vettel                     |
| BMW WilliamsF1 Team        | Williams FW27                | BMW P84/5                       | M        | 8     | Nick Heidfeld        | 1–15                     | Không có                                                     | Antonio Pizzonia Andy Priaulx Nico Rosberg Sebastian Vettel                     |
| BMW WilliamsF1 Team        | Williams FW27                | BMW P84/5                       | M        | 8     | Antônio Pizzonia     | 15–19                    | Không có                                                     | Antonio Pizzonia Andy Priaulx Nico Rosberg Sebastian Vettel                     |
| Team McLaren Mercedes      | McLaren MP4-20               | Mercedes FO110R                 | M        | 9     | Kimi Räikkönen       | Tất cả                   | Pedro de la Rosa Alexander Wurz                              | Gary Paffett                                                                    |
| Team McLaren Mercedes      | McLaren MP4-20               | Mercedes FO110R                 | M        | 10    | Juan Pablo Montoya   | 1–2, 5–19                | Pedro de la Rosa Alexander Wurz                              | Gary Paffett                                                                    |
| Team McLaren Mercedes      | McLaren MP4-20               | Mercedes FO110R                 | M        | 10    | Pedro de la Rosa     | 3                        | Pedro de la Rosa Alexander Wurz                              | Gary Paffett                                                                    |
| Team McLaren Mercedes      | McLaren MP4-20               | Mercedes FO110R                 | M        | 10    | Alexander Wurz       | 4                        | Pedro de la Rosa Alexander Wurz                              | Gary Paffett                                                                    |
| Sauber Petronas            | Sauber C24                   | Petronas 05A                    | M        | 11    | Jacques Villeneuve   | Tất cả                   | Không có                                                     | Không có                                                                        |
| Sauber Petronas            | Sauber C24                   | Petronas 05A                    | M        | 12    | Felipe Massa         | Tất cả                   | Không có                                                     | Không có                                                                        |
| Red Bull Racing            | Red Bull RB1                 | Cosworth TJ2005                 | M        | 14    | David Coulthard      | Tất cả                   | Christian Klien Vitantonio Liuzzi Scott Speed                | Neel Jani                                                                       |
| Red Bull Racing            | Red Bull RB1                 | Cosworth TJ2005                 | M        | 15    | Christian Klien      | 1–3, 8–19                | Christian Klien Vitantonio Liuzzi Scott Speed                | Neel Jani                                                                       |
| Red Bull Racing            | Red Bull RB1                 | Cosworth TJ2005                 | M        | 15    | Vitantonio Liuzzi    | 4–7                      | Christian Klien Vitantonio Liuzzi Scott Speed                | Neel Jani                                                                       |
| Panasonic Toyota Racing    | Toyota TF105 Toyota TF105B   | Toyota RVX-05                   | M        | 16    | Jarno Trulli         | Tất cả                   | Olivier Panis Ricardo Zonta                                  | Ryan Briscoe Borja García Franck Perera                                         |
| Panasonic Toyota Racing    | Toyota TF105 Toyota TF105B   | Toyota RVX-05                   | M        | 17    | Ralf Schumacher      | Tất cả                   | Olivier Panis Ricardo Zonta                                  | Ryan Briscoe Borja García Franck Perera                                         |
| Panasonic Toyota Racing    | Toyota TF105 Toyota TF105B   | Toyota RVX-05                   | M        | 17    | Ricardo Zonta        | 9                        | Olivier Panis Ricardo Zonta                                  | Ryan Briscoe Borja García Franck Perera                                         |
| Jordan Grand Prix          | Jordan EJ15 Jordan EJ15B     | Toyota RVX-05                   | B        | 18    | Tiago Monteiro       | Tất cả                   | Robert Doornbos Nicolas Kiesa Franck Montagny Sakon Yamamoto | Mario Domínguez Nicky Pastorelli                                                |
| Jordan Grand Prix          | Jordan EJ15 Jordan EJ15B     | Toyota RVX-05                   | B        | 19    | Narain Karthikeyan   | Tất cả                   | Robert Doornbos Nicolas Kiesa Franck Montagny Sakon Yamamoto | Mario Domínguez Nicky Pastorelli                                                |
| Minardi F1 Team            | Minardi PS04B Minardi PS05   | Cosworth CK2004 Cosworth TJ2005 | B        | 20    | Patrick Friesacher   | 1–11                     | Chanoch Nissany Enrico Toccacelo                             | Juan Cáceres Roldán Rodríguez                                                   |
| Minardi F1 Team            | Minardi PS04B Minardi PS05   | Cosworth CK2004 Cosworth TJ2005 | B        | 20    | Robert Doornbos      | 12–19                    | Chanoch Nissany Enrico Toccacelo                             | Juan Cáceres Roldán Rodríguez                                                   |
| Minardi F1 Team            | Minardi PS04B Minardi PS05   | Cosworth CK2004 Cosworth TJ2005 | B        | 21    | Christijan Albers    | Tất cả                   | Chanoch Nissany Enrico Toccacelo                             | Juan Cáceres Roldán Rodríguez                                                   |

Chú thích:
1. ↑  Takuma Sato được điền vào giải đua ô tô Công thức 1 Malaysia nhưng rút lui do bị bệnh.
2. ↑  Nick Heidfeld được điền vào giải đua ô tô Công thức 1 Ý nhưng phải bỏ cuộc do bị bệnh.
3. ↑  McLaren tham gia trong vòng 12 chặng đua đầu tiên với tên gọi "West McLaren Mercedes".
4. ↑  Red Bull Racing tham gia với giấy phép đua của Anh.[1]
5. ↑  Ralf Schumacher được điền vào giải đua ô tô Công thức 1 Hoa Kỳ nhưng bỏ cuộc do gặp chấn thương tại một buổi tập.
6. ↑  Minardi sử dụng động cơ CK2004 (CR-3L) trong suốt ba chặng đua đầu tiên.
7. ↑  Mặc dù là người Hà Lan, Doornbos tham gia với quốc tịch Monaco.[2]

### Thay đổi tay đua
- Fernando Alonso đua cùng với Giancarlo Fisichella, tay đua Sauber năm 2004, tại Renault sau khi thay thế Jacques Villeneuve, tay đua đã tiếp quản chỗ đua của Jarno Trulli tại Renault trong ba chặng đua cuối cùng của năm 2004.
- Williams thay thế một đội hình tay đua hoàn toàn mới vào năm 2005 sau khi ký hợp đồng với Mark Webber của Jaguar và Nick Heidfeld của Jordan Grand Prix để thay thế Juan Pablo Montoya và Ralf Schumacher.
- Sau khi rời Williams, Montoya chuyển đến McLaren và tiếp quản chỗ đua của David Coulthard.
- David Coulthard chuyển đến Red Bull Racing từ McLaren trong khi Ralf Schumacher ký hợp đồng với Toyota. Điều này có nghĩa là Ricardo Zonta, người từng đua cho Toyota ở năm trong số sáu cuộc đua cuối cùng của năm 2004, phải nhường chỗ đua của mình cho Schumacher và trở thành tay đua thứ ba vào năm 2005.
- Olivier Panis, tham gia 17 trong số 18 cuộc đua cho Toyota vào năm 2004, đã được giữ lại bởi đội với tư cách là cố vấn và tay đua lái thử.
- Cristiano da Matta, người đã bắt đầu mùa giải 2004 với Toyota, trở lại giải đua xe Champ Car vào năm 2005.
- Sau khi trở lại Công thức 1 sau khi vắng mặt vào ba chặng đua cuối cùng của năm 2004, Jarno Trulli gia nhập Toyota với tư cách là tay đua chính thứ hai.
- Timo Glock, tay đua chính khác của Jordan từ cuối năm 2004, cũng chuyển sang giải đua xe Champ Car cho năm 2005 khiến Jordan còn hai chỗ đua trống. Vì vậy, Jordan đã ký hợp đồng với hai tay đua tân binh, Tiago Monteiro, tay đua lái thử cho Minardi vào năm 2004, và Narain Karthikeyan. Ngoài ra, cả hai đều đã thi đấu trong mùa giải năm ngoái của giải đua xe World Series by Nissan.
- Giorgio Pantano, người đã đua cho Jordan trong phần lớn năm 2004, đã rời Công thức 1 hoàn toàn và gia nhập đội Super Nova Racing cho mùa giải đầu tiên của giải đua xe GP2.
- Cũng như Williams và Jordan Grand Prix, Minardi cũng thay thế một đội hình tay đua hoàn toàn mới vào năm 2005 khi các tay đua năm 2004 của họ, Gianmaria Bruni, người đã chuyển sang giải đua xe GP2 vào năm 2005, và Zsolt Baumgartner, được thay thế bởi một cặp tay đua tân binh, Patrick Friesacher và Christijan Albers, những người từng thi đấu tại các giải đua xe International Formula 3000 và DTM trong mùa giải trước.

#### Thay đổi tay đua trong suốt mùa giải
- Anthony Davidson, tay đua lái thử của BAR, thay thế Takuma Sato tại giải đua ô tô Công thức 1 Malaysia do Sato bị ốm. Sau chặng đua này, Sato trở lại chỗ đua.
- Sau khi Juan Pablo Montoya gặp phải chấn thương vai, Pedro de la Rosa, tay đua dự bị của McLaren, tiếp quản chỗ đua của Montoya tại giải đua ô tô Công thức 1 Bahrain. Tại giải đua ô tô Công thức 1 San Marino, de la Rosa và Alexander Wurz hoán đổi vị trí. Sau chặng đua này, Montoya đã có thể hồi phục và trở lại cho cuộc đua sau.
- Vitantonio Liuzzi và Christian Klien đều đã ký hợp đồng với Red Bull Racing để tham gia ít nhất ba cuộc đua và đồng ý chia sẻ chỗ đua của họ trong suốt mùa giải. Trong khi Klien, người từng đua cho Jaguar Racing, đội tiền thân của Red Bull Racing vào năm 2004, đã lái xe trong ba cuộc đua đầu tiên, Liuzzi đã thay thế Klien tại các chặng đua San Marino, Tây Ban Nha, Monaco và châu Âu. Sau bốn chặng đua này, Klien trở lại tham dự kể từ giải đua ô tô Công thức 1 Canada cho đến hết mùa giải.
- Antônio Pizzonia đã thay thế Nick Heidfeld ở Williams tại giải đua ô tô Công thức 1 Ý sau khi Heidfeld quyết định rút lui sau khi gặp một cơn đau đầu dữ dội do va chạm nặng trong một buổi lái thử tại trường đua Monza. Heidfeld dự kiến trở lại tại giải đua ô tô Công thức 1 Brazil nhưng sau khi gặp tai nạn xe máy, Heidfeld buộc phải ngồi ngoài trong phần còn lại của mùa giải và Pizzonia tiếp tục đua cho Williams.

### Thay đổi đội đua
- Dietrich Mateschitz, doanh nhân và tỷ phú người Áo và là nhà sáng lập công ty Red Bull GmbH, tiếp quản Jaguar Racing và đổi tên thành Red Bull Racing[3]. Cũng như Jaguar trước đó, Red Bull Racing tham gia với giấy phép đua của Anh.
- Jordan Grand Prix được công ty Midland Group mua lại nhưng vẫn tiếp tục tham gia dưới tên Jordan trong mùa giải đó. Đội sử dụng động cơ do Toyota cung cấp vào năm 2005[4].
- Sauber thay đổi hãng lốp sau khi chuyển từ Bridgestone sang Michelin. Sau giải đua ô tô Công thức 1 Hoa Kỳ, Peter Sauber bán phần lớn đội của mình cho BMW để đội BMW Sauber F1 được thành lập vào mùa giải tiếp theo.

## Lịch đua
| Chặng | Chặng đua                             | Trường đua                                    | Ngày        |
| ----- | ------------------------------------- | --------------------------------------------- | ----------- |
| 1     | Giải đua ô tô Công thức 1 Úc          | Trường đua Albert Park, Melbourne             | 6 tháng 3   |
| 2     | Giải đua ô tô Công thức 1 Malaysia    | Trường đua Sepang International, Kuala Lumpur | 20 tháng 3  |
| 3     | Giải đua ô tô Công thức 1 Bahrain     | Trường đua Bahrain International, Sakhir      | 3 tháng 4   |
| 4     | Giải đua ô tô Công thức 1 San Marino  | Trường đua Enzo e Dino Ferrari, Imola         | 24 tháng 4  |
| 5     | Giải đua ô tô Công thức 1 Tây Ban Nha | Trường đua Barcelona-Catalunya, Montmeló      | 8 tháng 5   |
| 6     | Giải đua ô tô Công thức 1 Monaco      | Trường đua Monaco, Monte Carlo                | 22 tháng 5  |
| 7     | Giải đua ô tô Công thức 1 châu Âu     | Trường đua Nürburgring, Nürburg               | 29 tháng 5  |
| 8     | Giải đua ô tô Công thức 1 Canada      | Trường đua Gilles Villeneuve, Montréal        | 12 tháng 6  |
| 9     | Giải đua ô tô Công thức 1 Hoa Kỳ      | Trường đua Indianapolis, Speedway             | 19 tháng 6  |
| 10    | Giải đua ô tô Công thức 1 Pháp        | Trường đua Magny-Cours, Magny-Cours           | 3 tháng 7   |
| 11    | Giải đua ô tô Công thức 1 Anh         | Trường đua Silverstone, Silverstone           | 10 tháng 7  |
| 12    | Giải đua ô tô Công thức 1 Đức         | Trường đua Hockenheimring, Hockenheim         | 24 tháng 7  |
| 13    | Giải đua ô tô Công thức 1 Hungary     | Trường đua Hungaroring, Mogyoród              | 31 tháng 7  |
| 14    | Giải đua ô tô Công thức 1 Thổ Nhĩ Kỳ  | Trường đua Istanbul Park, Istanbul            | 21 tháng 8  |
| 15    | Giải đua ô tô Công thức 1 Ý           | Trường đua Monza, Monza                       | 4 tháng 9   |
| 16    | Giải đua ô tô Công thức 1 Bỉ          | Trường đua Spa-Francorchamps, Stavelot        | 11 tháng 9  |
| 17    | Giải đua ô tô Công thức 1 Brasil      | Trường đua José Carlos Pace, São Paulo        | 25 tháng 9  |
| 18    | Giải đua ô tô Công thức 1 Nhật Bản    | Trường đua Suzuka International, Suzuka       | 9 tháng 10  |
| 19    | Giải đua ô tô Công thức 1 Trung Quốc  | Trường đua Shanghai International, Thượng Hải | 16 tháng 10 |

### Thay đổi lịch đua
- Phiên bản đầu tiên của giải đua ô tô Công thức 1 Thổ Nhĩ Kỳ được tổ chức tại trường đua Istanbul Park và đồng thời lịch đua được tăng lên 19 chặng đua so với 18 chặng đua vào năm 2004.
- Giải đua ô tô Công thức 1 Bỉ trở thành chặng đua cuối cùng ở châu Âu.
- Giải đua ô tô Công thức 1 Brazil trở thành chặng đua cuối cùng của lịch đua sau khi hoán đổi vị trí với giải đua ô tô Công thức 1 Trung Quốc.

## Thay đổi quy định

### Thay đổi quy định kỹ thuật

#### Quy định sử dụng lốp
Việc thay lốp khi dừng pit bị cấm và mỗi tay đua phải sử dụng một bộ lốp trong suốt vòng phân hạng và cuộc đua chính. Lý do của sự thay đổi quy tắc này là để thúc đẩy các đội chọn hợp chất lốp cứng hơn với ít độ bám hơn để giảm tốc độ vào cua để nhằm cải thiện độ an toàn. Một bộ lốp chỉ được thay thế khi bị thủng và khi thời tiết ẩm ướt và dưới sự chỉ đạo của FIA. Sau tai nạn thảm khốc của Kimi Räikkönen tại trường đua Nürburgring khi hệ thống treo lốp của anh bị hỏng sau khi một chiếc lốp bị xẹp làm rách hệ thống treo bằng sợi carbon, các ông chủ đội và FIA đã đồng ý rằng mỗi xe có thể thay một lốp mà không bị phạt. Sau khi điều này được áp dụng, việc bảo quản một bộ lốp duy nhất cho toàn bộ cuộc đua trở thành một thách thức mới đối với các tay đua và đối với các nhà sản xuất lốp xe. Thách thức lớn nhất dối với nhà sản xuất lốp xe là tạo ra các bộ lốp bền và lâu dài hơn. Ngoài ra, những đội sử dụng lốp Michelin có lợi thế hơn so với những đội sử dụng lốp Bridgestone.

#### Động cơ
Vào mùa giải này, FIA yêu cầu động cơ phải bền bỉ ít nhất tại hai chặng đua và đồng thơi gấp đôi yêu cầu theo quy định vào năm 2004. Một tay đua thay động cơ sẽ bị tụt 10 bậc so với vị trí xuất phát của mình trong cuộc đua. Thêm vào đó, động cơ phải được thiết kế để hạn chế số vòng quay và công suất đầu ra được yêu cầu để tăng độ bền bỉ. Ngoài ra, quy định này cũng là một biện pháp cắt giảm chi phí cho các nhà sản xuất động cơ. Sau chặng đua đầu tiên của mùa giải, FIA đã hành động để lấp lỗ hổng trong quy định mới này do BAR đưa ra.